# Пуерто-Карреньйо
Пуерто-Карреньйо (ісп. Puerto Carreño) — місто на сході Колумбії. Столиця департаменту Вічада.

## Географія
Лежить у місці злиття річок Мета і Ориноко на кордоні з Венесуелою.

### Клімат
Місто знаходиться у зоні, котра характеризується мусонним кліматом. Найтепліший місяць — березень із середньою температурою 30.3 °C (86.6 °F). Найхолодніший місяць — липень, із середньою температурою 26.8 °С (80.3 °F).
| Клімат Пуерто-Карреньйо | Клімат Пуерто-Карреньйо | Клімат Пуерто-Карреньйо | Клімат Пуерто-Карреньйо | Клімат Пуерто-Карреньйо | Клімат Пуерто-Карреньйо | Клімат Пуерто-Карреньйо | Клімат Пуерто-Карреньйо | Клімат Пуерто-Карреньйо | Клімат Пуерто-Карреньйо | Клімат Пуерто-Карреньйо | Клімат Пуерто-Карреньйо | Клімат Пуерто-Карреньйо | Клімат Пуерто-Карреньйо |
| Показник                | Січ.                    | Лют.                    | Бер.                    | Квіт.                   | Трав.                   | Черв.                   | Лип.                    | Серп.                   | Вер.                    | Жовт.                   | Лист.                   | Груд.                   | Рік                     |
| Середній максимум, °C   | 34,7                    | 35,8                    | 36,1                    | 34,5                    | 32,4                    | 31                      | 30,6                    | 31,2                    | 32,2                    | 33,1                    | 33,5                    | 33,9                    | 33,3                    |
| Середня температура, °C | 28,9                    | 29,8                    | 30,4                    | 29,6                    | 28,2                    | 27,1                    | 26,9                    | 27,2                    | 27,9                    | 28,4                    | 28,7                    | 28,6                    | 28,5                    |
| Середній мінімум, °C    | 23                      | 23,7                    | 24,6                    | 24,7                    | 24                      | 23,3                    | 23,1                    | 23,3                    | 23,6                    | 23,8                    | 23,9                    | 23,3                    | 23,7                    |
| Норма опадів, мм        | 43                      | 18                      | 38                      | 133                     | 270                     | 458                     | 459                     | 347                     | 195                     | 177                     | 100                     | 30                      | 2268                    |
| Днів з опадами          | 2                       | 3                       | 5                       | 13                      | 20                      | 25                      | 25                      | 24                      | 20                      | 17                      | 10                      | 4                       | 168                     |
| ----------------------- | ----------------------- | ----------------------- | ----------------------- | ----------------------- | ----------------------- | ----------------------- | ----------------------- | ----------------------- | ----------------------- | ----------------------- | ----------------------- | ----------------------- | ----------------------- |
| Джерело: Weatherbase    |                         |                         |                         |                         |                         |                         |                         |                         |                         |                         |                         |                         |                         |